# مکانی آن سوی کاج‌ها
مکانی آن سوی کاج‌ها (به انگلیسی: The Place Beyond the Pines) یک فیلم درام جنایی به کارگردانی درک سیانفرنس و محصول سال ۲۰۱۲ ایالات متحدهٔ آمریکا است.

## خلاصه داستان
لوک خوش تیپ *رایان گاسلینگ، که موتورسواری قهار است و در سیرک‌ها کار می‌کند، برای تأمین زندگی پسرش که تازه به دنیا آمده، به سرقت از بانک روی می‌آورَد. در یکی از این سرقت‌ها، پلیس سختکوش و جویای نامی به نام ایوری کراس *برادلی کوپر با او برخورد می‌کند….

## نقش‌ها
- رایان گاسلینگ در نقش لوک گرانتون
- بردلی کوپر در نقش اِیوری کراس
- اوا مندس در نقش رومینا
- ری لیوتا در نقش پیت
- رز بیرن در نقش جنیفر
- ماهرشالا علی در نقش کوفی